# Podbereski
Podbereski III (Podberezki) – polski herb książęcy, odmiana herbu Gozdawa. Herb własny rodziny Podbereskich.

## Opis herbu

### Opis współczesny
Opis skonstruowany współcześnie brzmi następująco:
Na tarczy o polu srebrnym dwugłowy orzeł czarny, na którego piesi tarcza srebrna z czerwoną lilią.
W klejnocie między dwoma proporcami trzy pióra strusie.
Labry herbowe czerwone, podbite srebrem.
Całość otacza płaszcz heraldyczny, podbity gronostajem.
Płaszcz zwieńcza mitra książęca.

## Geneza
Herb przysługuje Podbereskim (Podberezkim), rodzinie rusko-litewskiej. Swego czasu niektórzy z przedstawicieli tego rodu utrzymywali, iż są jedną z gałęzi książąt Druckich – procesowali się nawet z tymi ostatnimi o udział w zamku Druck. Badania naukowe Józefa Wolffa wykazały, że Podberescy są potomkami rodu Pstruch vel Pstrucki, zaś pochodzenie kniaziowskie wprawdzie istniało, ale "po kądzieli" i to nie od Druckich, ale od kniaziów Jamontowiczów. Podaje, że mimo tego jedna z gałęzi Podbereskich uzyskała w XIX w. potwierdzenie tytułu książęcego na zasadzie mylnej tradycji pochodzenia kniaziowskiego, przybrała również w sposób nieuprawniony nazwisko Drucki-Podbereski. Juliusz Ostrowski twierdzi, że Podberescy, mogą się od Ruryka ze szczepu Iwana z Czerci (Czerc) w dawnym województwie mohilewskiem, której przez wadliwe odczytanie dokumentu, autorowie nadali nazwisko Pstruckich i tytuł kniaziowski. W Polskiej Encyklopedii Szlacheckiej temat ten wyjaśniony jest jakoby jeden z przodków owego Iwana z Czerc odziedziczył spadek po kniaziach Podbereskich i zaczął nosić ich nazwisko. Tenże mianowany marszałkiem orszańskim jest protoplastą rodu Podbereskich, który przybrał tytuł kniaziów oraz przydomek Drucki.

## Herbowni
Informacje na temat herbownych w artykule sporządzone zostały na podstawie wiarygodnych źródeł, zwłaszcza klasycznych i współczesnych herbarzy. Należy jednak zwrócić uwagę na częste zjawisko przypisywania rodom szlacheckim niewłaściwych herbów, szczególnie nasilone w czasie legitymacji szlachectwa przed zaborczymi heroldiami, co zostało następnie utrwalone w wydawanych kolejno herbarzach. Identyczność nazwiska nie musi oznaczać przynależności do danego rodu herbowego. Przynależność taką mogą bezspornie ustalić wyłącznie badania genealogiczne.
Pełne listy herbownych nie są dziś możliwe do odtworzenia, także ze względu na zniszczenie i zaginięcie wielu akt i dokumentów w czasie II wojny światowej (m.in. w czasie powstania warszawskiego w 1944 spłonęło ponad 90% zasobu Archiwum Głównego w Warszawie, gdzie przechowywana była większość dokumentów staropolskich). Nazwisko znajdujące się w artykule pochodzi z Herbarza polskiego, Tadeusza Gajla. Występowanie danego nazwiska w artykule nie musi oznaczać, że konkretna rodzina pieczętowała się herbem Podbereski III. Często te same nazwiska są własnością wielu rodzin reprezentujących wszystkie stany dawnej Rzeczypospolitej, tj. chłopów, mieszczan, szlachtę. Herb Podbereski III jest herbem własnym, wiec do jego używania uprawniona jest zaledwie jedna rodzina: Podberescy.